# Batilly (Orne)
Batilly település Franciaországban, Orne megyében. Lakosainak száma 135 fő (2018. január 1.). Batilly La Courbe, Lougé-sur-Maire, Ménil-Jean, Montgaroult, Saint-Ouen-sur-Maire és Serans községekkel határos.

## Népesség
A település népességének változása:
| Lakosok száma | 178  | 162  | 141  | 120  | 131  | 173  | 161  | 149  | 143  | 135  |
|               | 1962 | 1968 | 1975 | 1982 | 1990 | 2008 | 2013 | 2015 | 2017 | 2018 |